# 著作権法 (琉球政府)
著作権法（ちょさくけんほう）は、1899年に制定された日本の旧著作権法の規定を、沖縄県がアメリカ合衆国の支配下に在った1961年、琉球政府の立法院において改正した法律。
条文の第1条から第27条までは日本の旧著作権法と同一であるが、旧法第28条「外国人の著作権に付ては、条約に別段の規定あるもの除く外本法の規定を適用す。但し、著作権保護に関し条約に規定なき場合には帝国に於て初めて其の著作物を発行したる者に限り本法の保護を享有す」（原文は文語体。以下同じ）が「非琉球人の著作権に付ても本法の規定を適用す」と改められ、ベルヌ条約附属書に根拠を持つ翻訳権を始めとする強制許諾利用を排除した点が大きく異なっている。
一方、本土では1970年に著作権法が全面改正され著作権の保護期間が個人の死後または法人の公表後50年と規定されたが、旧著作権法では30年と規定されていたため、この著作権法における保護期間も旧法と同じ30年であり、1972年5月15日に沖縄県が日本へ返還された際には新法では保護期間内である宮沢賢治（1933年没）の著作権が沖縄県内では既に満了していた。そのため、沖縄の復帰に伴う特別措置に関する法律第97条から99条に経過措置が定められ、この著作権法で保護期間満了後に発行された著作物を故意に沖縄県外で頒布する行為にみなし侵害が適用されることとなった。

## 参考図書
- 山田奨治「日本文化の模倣と創造 オリジナリティとは何か」（角川書店）